# The War Tapes
The War Tapes er den første krigsdokumentar om Irakkrigen filmet af soldaterne selv. Filmen følger tre soldater fra New Hampshire National Guard før, under og et år efter deres indsættelse. Enheden er Charlie Company, 3. enhed af den 172. Mountain Infantry. Soldaterne tog del i Irakkrigen fra marts 2004 til februar 2005.
I alt havde 17 soldater fået kameraer og havde tilsammen optaget 800 timer, men kun tre soldaters optagelser blev brugt, da instruktør og producer anså dem for at have leveret det bedste materiale.
Filmen vandt prisen Bedste internationale dokumentar ved Tribeca Film Festivalen i maj 2006 og også for Bedste internationale dokumentar ved BritDoc i juli 2006. Derudover er den muligvis det mest innovative resultat af "embedded journalism." I dette tilfælde tog journalisten ikke til Irak, men supplerede i stedet soldaterne med kameraer og gav dem anvisninger til optagelserne vha. instant messaging og email.